# Сельскохозяйственный налог (СССР)
Сельскохозяйственный налог — в СССР один из государственных налогов, взимаемый с населения.
Введён в 1923 году на смену натуральным и денежным налогам на сельское хозяйство. C 1 января 1924 уплачивался только деньгами.
Сельскохозяйственный налог уплачивали владельцы приусадебных земельных участков и служебных земельных наделов в сельской местности. Объект обложения — земельный участок независимо от размера получаемого с него дохода. Единоличные хозяйства платили налог в удвоенном размере. При определении размера налога не учитывались несельскохозяйственные земли. Была установлена широкая система льгот.
В 1939 году Верховным советом СССР был утвержден закон о сельскохозяйственном налоге. От него осовобождалась сельская интеллигенция. Сам налог уплачивался в три этапа.